# Liste des cantons des Hautes-Pyrénées

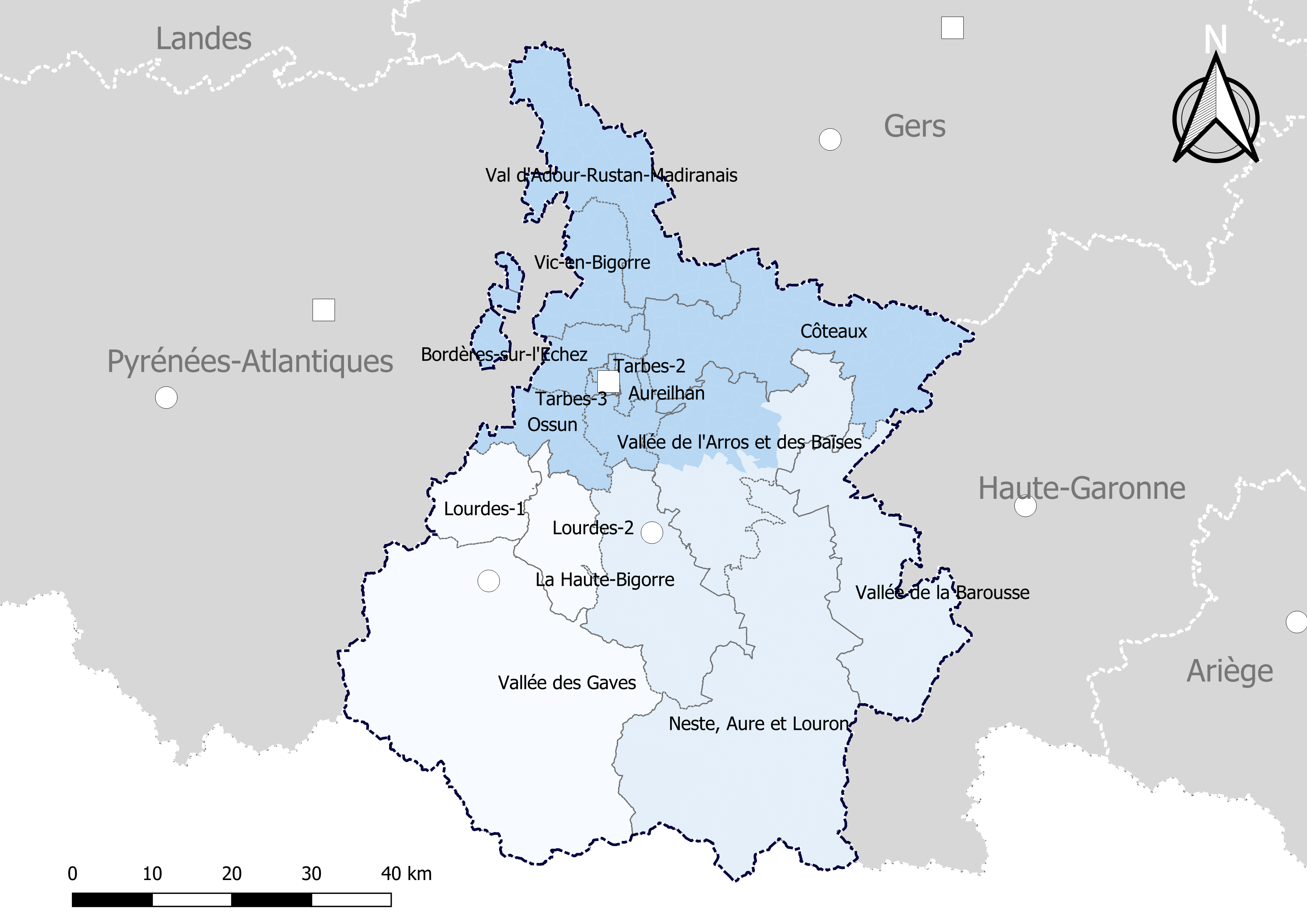
Découpage cantonal du département des Hautes-Pyrénées, avec en surimpression les arrondissements (en nuances de bleu) - Carte arrêtée au 1er janvier 2019.

Le département des Hautes-Pyrénées compte 17 cantons à la suite du redécoupage cantonal de 2014. Auparavant ce nombre était de 34.

## Histoire

### Découpage avant 2015
Les Hautes-Pyrénées étaient divisées en 34 cantons avant 2015. Dans ce département, seules les communes de Lourdes et de Tarbes sont divisées en plusieurs fractions communales (qui appartiennent à des cantons différents mais qui ont toutes cette même commune comme chef-lieu de leur canton).
Liste des 34 cantons des Hautes-Pyrénées, par arrondissement :
| Arrondissement d'Argelès-Gazost (6 cantons)       | Canton d'Argelès-Gazost - Canton d'Aucun - Canton de Lourdes-Est - Canton de Lourdes-Ouest - Canton de Luz-Saint-Sauveur - Canton de Saint-Pé-de-Bigorre |
| Arrondissement de Bagnères-de-Bigorre (9 cantons) | Canton d'Arreau - Canton de Bagnères-de-Bigorre - Canton de La Barthe-de-Neste - Canton de Bordères-Louron - Canton de Campan - Canton de Lannemezan - Canton de Mauléon-Barousse - Canton de Saint-Laurent-de-Neste - Canton de Vielle-Aure |
| Arrondissement de Tarbes (19 cantons)             | Canton d'Aureilhan - Canton de Bordères-sur-l'Échez - Canton de Castelnau-Magnoac - Canton de Castelnau-Rivière-Basse - Canton de Galan - Canton de Laloubère - Canton de Maubourguet - Canton d'Ossun - Canton de Pouyastruc - Canton de Rabastens-de-Bigorre - Canton de Séméac - Canton de Tarbes-1 - Canton de Tarbes-2 - Canton de Tarbes-3 - Canton de Tarbes-4 - Canton de Tarbes-5 - Canton de Tournay - Canton de Trie-sur-Baïse - Canton de Vic-en-Bigorre |

### Redécoupage cantonal de 2014
Dans la poursuite de la réforme territoriale engagée en 2010, l'Assemblée nationale adopte définitivement le 17 avril 2013 la réforme du mode de scrutin pour les élections départementales destinée à garantir la parité hommes/femmes. Les lois (loi organique 2013-402 et loi 2013-403) sont promulguées le 17 mai 2013. Un nouveau découpage territorial est défini par décret du 25 février 2014 pour le département des Hautes-Pyrénées. Celui-ci entre en vigueur lors du premier renouvellement général des assemblées départementales suivant la publication du décret, soit en mars 2015. Les conseillers départementaux sont élus au scrutin majoritaire binominal mixte. Les électeurs de chaque canton éliront au Conseil départemental, nouvelle appellation des Conseils généraux, deux membres de sexe différent, qui se présenteront en binôme de candidats. Les conseillers départementaux seront élus pour 6 ans au scrutin binominal majoritaire à deux tours, l'accès au second tour nécessitant 10 % des inscrits au 1er tour. En outre la totalité des conseillers départementaux est renouvelée.
Ce nouveau mode de scrutin nécessite un redécoupage des cantons dont le nombre est divisé par deux avec arrondi à l'unité impaire supérieure si ce nombre n'est pas entier impair et avec des conditions de seuils minimaux. Dans les Hautes-Pyrénées le nombre de cantons passe ainsi de 34 à 17.
Les critères du remodelage cantonal sont les suivants : le territoire de chaque canton doit être défini sur des bases essentiellement démographiques, le territoire de chaque canton doit être continu et les communes de moins de 3 500 habitants sont entièrement comprises dans le même canton. Il n’est fait référence, ni aux limites des arrondissements, ni à celles des circonscriptions législatives.
Conformément à de multiples décisions du Conseil constitutionnel depuis 1985 et notamment sa décision no 2010-618 DC du 9 décembre 2010, il est admis que le principe d’égalité des électeurs au regard des critères démographiques est respecté lorsque le ratio conseiller/habitant de la circonscription est compris dans une fourchette de 20 % de part et d'autre du ratio moyen conseiller/habitant du département. Pour le département des Hautes-Pyrénées, la population de référence est la population légale en vigueur au 1er janvier 2013, à savoir la population millésimée 2010, soit 229 458 habitants. Avec 17 cantons la population moyenne par conseiller départemental est de 13 498 habitants. Ainsi la population de chaque nouveau canton doit-elle être comprise entre 10 798 habitants et 16 197 habitants pour respecter le principe de l'égalité citoyenne au vu des critères démographiques.

## Composition

### Composition détaillée
| N° | Nom du Canton                      | Bureau centralisateur | Population     | Nombre de communes       | Communes composant le canton | Localisation dans le département |
| -- | ---------------------------------- | --------------------- | -------------- | ------------------------ | --- | -------------------------------- |
| 1  | Aureilhan                          | Aureilhan             | 16 235 (2022)  | 3                        | Aureilhan, Séméac, Soues. |                                  |
| 2  | Bordères-sur-l'Échez               | Bordères-sur-l'Échez  | 14 527 (2022)  | 7                        | Bazet, Bordères-sur-l'Échez, Bours, Chis, Ibos, Orleix, Oursbelille. |                                  |
| 3  | Les Coteaux                        | Trie-sur-Baïse        | 11 782 (2022)  | 77                       | Antin, Aries-Espénan, Aubarède, Barthe, Bazordan, Bernadets-Debat, Betbèze, Betpouy, Bonnefont, Bouilh-Péreuilh, Boulin, Bugard, Cabanac, Campuzan, Castelnau-Magnoac, Castelvieilh, Castéra-Lou, Casterets, Caubous, Chelle-Debat, Cizos, Collongues, Coussan, Devèze, Dours, Estampures, Fontrailles, Fréchède, Gaussan, Gonez, Guizerix, Hachan, Hourc, Jacque, Lalanne, Lalanne-Trie, Lamarque-Rustaing, Lansac, Lapeyre, Laran, Larroque, Laslades, Lassales, Lizos, Louit, Lubret-Saint-Luc, Luby-Betmont, Lustar, Marquerie, Marseillan, Mazerolles, Monléon-Magnoac, Monlong, Mun, Oléac-Debat, Organ, Osmets, Peyret-Saint-André, Peyriguère, Pouy, Pouyastruc, Puntous, Puydarrieux, Sabalos, Sadournin, Sariac-Magnoac, Sère-Rustaing, Soréac, Souyeaux, Thermes-Magnoac, Thuy, Tournous-Darré, Trie-sur-Baïse, Vidou, Vieuzos, Villembits, Villemur. |                                  |
| 4  | La Haute-Bigorre                   | Bagnères-de-Bigorre   | 14 717 (2022)  | 14                       | Antist, Asté, Astugue, Bagnères-de-Bigorre, Beaudéan, Campan, Gerde, Hiis, Labassère, Montgaillard, Neuilh, Ordizan, Pouzac, Trébons. |                                  |
| 5  | Lourdes-1                          | Lourdes               | 11 408 (2022)  | 11 + fraction de Lourdes | 1° Les communes suivantes : Aspin-en-Lavedan, Barlest, Bartrès, Loubajac, Omex, Ossen, Peyrouse, Poueyferré, Saint-Pé-de-Bigorre, Ségus, Viger. 2° La partie de la commune de Lourdes située à l'ouest d'une ligne définie par l'axe des voies et limites suivantes : depuis la limite territoriale de la commune de Julos, route de Julos (départementale 95), ligne de chemin de fer de Toulouse à Bayonne, section de droite dans le prolongement Nord et Sud de la rue Philadelphe-de-Gerde (cette rue étant incluse), boulevard du Lapacca, rue de Langelle, rue Mermoz, rue de Bagnères, place Marcadal, rue de la Grotte, rue du Garnavie, rue petite du Garnavie, rue Rouy, petite rue Rouy, boulevard Roger-Cazenave, boulevard du Gave, boulevard Georges-Dupierris, boulevard Soum-de-Lanne, ligne droite se prolongeant jusqu'au cours du gave de Pau, cours du gave de Pau et du canal alimentant l'usine électrique de Latour, jusqu'à la limite territoriale de la commune d'Aspin-en-Lavedan. |                                  |
| 6  | Lourdes-2                          | Lourdes               | 10 732 (2022)  | 27 + fraction de Lourdes | 1° Les communes suivantes : Adé, Les Angles, Arrayou-Lahitte, Arcizac-ez-Angles, Arrodets-ez-Angles, Artigues, Berbérust-Lias, Bourréac, Cheust, Escoubès-Pouts, Gazost, Ger, Germs-sur-l'Oussouet, Geu, Gez-ez-Angles, Jarret, Julos, Juncalas, Lézignan, Lugagnan, Ossun-ez-Angles, Ourdis-Cotdoussan, Ourdon, Ousté, Paréac, Saint-Créac, Sère-Lanso. 2° La partie de la commune de Lourdes non incluse dans le canton de Lourdes-1. |                                  |
| 7  | Moyen Adour                        | Barbazan-Debat        | 15 036 (2022)  | 15                       | Allier, Angos, Arcizac-Adour, Barbazan-Debat, Bernac-Debat, Bernac-Dessus, Horgues, Laloubère, Momères, Montignac, Odos, Salles-Adour, Saint-Martin, Sarrouilles, Vielle-Adour. |                                  |
| 8  | Neste, Aure et Louron              | Capvern               | 12 308 (2022)  | 61                       | Adervielle-Pouchergues, Ancizan, Aragnouet, Ardengost, Arreau, Aspin-Aure, Aulon, Avajan, Avezac-Prat-Lahitte, Azet, Bareilles, Barrancoueu, La Barthe-de-Neste, Bazus-Aure, Bazus-Neste, Beyrède-Jumet-Camous, Bordères-Louron, Bourisp, Cadéac, Cadeilhan-Trachère, Camparan, Capvern, Cazaux-Debat, Cazaux-Fréchet-Anéran-Camors, Ens, Escala, Esparros, Estarvielle, Estensan, Fréchet-Aure, Gazave, Génos, Germ, Gouaux, Grailhen, Grézian, Guchan, Guchen, Hèches, Ilhet, Izaux, Jézeau, Labastide, Laborde, Lançon, Lortet, Loudenvielle, Loudervielle, Mazouau, Mont, Montoussé, Pailhac, Ris, Sailhan, Saint-Arroman, Saint-Lary-Soulan, Sarrancolin, Tramezaïgues, Vielle-Aure, Vielle-Louron, Vignec. |                                  |
| 9  | Ossun                              | Ossun                 | 13 321 (2022)  | 17                       | Averan, Azereix, Barry, Bénac, Gardères, Hibarette, Juillan, Lamarque-Pontacq, Lanne, Layrisse, Loucrup, Louey, Luquet, Orincles, Ossun, Séron, Visker. |                                  |
| 10 | Tarbes-1                           | Tarbes                | 14 040 (2022)  | Fraction de Tarbes       | partie de la commune de Tarbes située au nord et à l'ouest d'une ligne définie par l'axe des voies et limites suivantes : depuis la limite territoriale de la commune d'Ibos, rue de la Baïse, impasse de l'Alaric, ligne droite se prolongeant jusqu'au cours de l'Echez, cours de l'Echez, rue François-Marquès, rue Sainte-Catherine, rue des Cultivateurs, rue Georges-Lassalle, rue Massey, avenue Alsace-Lorraine, rue des Mimosas, rue Louis-Blériot, boulevard des Ardennes, rue de Perseigna, jusqu'à la limite territoriale de la commune de Bordères-sur-l'Échez. |                                  |
| 11 | Tarbes-2                           | Tarbes                | 14 818 (2022)  | Fraction de Tarbes       | Partie de la commune de Tarbes située à l'est d'une ligne définie par l'axe des voies et limites suivantes : depuis la limite territoriale de Bordères-sur-l'Echez, rue de Perseigna, boulevard des Ardennes, rue Louis-Blériot, rue des Mimosas, avenue Alsace-Lorraine, rue Massey, rue Despourrins, avenue du Régiment-de-Bigorre, rue de Cronstadt, place Ferré, rue du 4-Septembre, rue du Maquis-de-Payolle, boulevard du Président-Kennedy, rond-point Trélut, chemin de l'Ormeau, jusqu'à la limite territoriale de la commune de Laloubère. |                                  |
| 12 | Tarbes-3                           | Tarbes                | 15 671 (2022)  | Fraction de Tarbes       | Partie de la commune de Tarbes non incluse dans les cantons de Tarbes-1 et de Tarbes-2. |                                  |
| 13 | Val d'Adour-Rustan-Madiranais      | Maubourguet           | 11 817 (2022)  | 43                       | Ansost, Auriébat, Barbachen, Bazillac, Bouilh-Devant, Buzon, Castelnau-Rivière-Basse, Caussade-Rivière, Escondeaux, Estirac, Gensac, Hagedet, Hères, Labatut-Rivière, Lacassagne, Lafitole, Lahitte-Toupière, Laméac, Larreule, Lascazères, Lescurry, Liac, Madiran, Mansan, Maubourguet, Mingot, Monfaucon, Moumoulous, Peyrun, Rabastens-de-Bigorre, Saint-Lanne, Saint-Sever-de-Rustan, Sarriac-Bigorre, Sauveterre, Ségalas, Sénac, Sombrun, Soublecause, Tostat, Trouley-Labarthe, Ugnouas, Vidouze, Villefranque. |                                  |
| 14 | La Vallée de l'Arros et des Baïses | Tournay               | 12 184 (2022)  | 70                       | Argelès-Bagnères, Arrodets, Artiguemy, Asque, Banios, Barbazan-Dessus, Batsère, Bégole, Benqué-Molère, Bernadets-Dessus, Bettes, Bonnemazon, Bonrepos, Bordes, Bourg-de-Bigorre, Bulan, Burg, Caharet, Calavanté, Castelbajac, Castéra-Lanusse, Castillon, Chelle-Spou, Cieutat, Clarac, Esconnets, Escots, Espèche, Espieilh, Fréchendets, Fréchou-Fréchet, Galan, Galez, Goudon, Gourgue, Hauban, Hitte, Houeydets, Lanespède, Lespouey, Lhez, Libaros, Lies, Lomné, Luc, Lutilhous, Marsas, Mascaras, Mauvezin, Mérilheu, Molère, Montastruc, Moulédous, Oléac-Dessus, Orieux, Orignac, Oueilloux, Ozon, Péré, Peyraube, Poumarous, Recurt, Ricaud, Sabarros, Sarlabous, Sentous, Sinzos, Tilhouse, Tournay, Tournous-Devant, Uzer. |                                  |
| 15 | La Vallée de la Barousse           | Lannemezan            | 15 422 (2022)  | 52                       | Anères, Anla, Antichan, Arné, Aventignan, Aveux, Bertren, Bize, Bizous, Bramevaque, Campistrous, Cantaous, Cazarilh, Clarens, Créchets, Esbareich, Ferrère, Gaudent, Gembrie, Générest, Hautaget, Ilheu, Izaourt, Lagrange, Lannemezan, Lombrès, Loures-Barousse, Mauléon-Barousse, Mazères-de-Neste, Montégut, Montsérié, Nestier, Nistos, Ourde, Pinas, Réjaumont, Sacoué, Saint-Laurent-de-Neste, Saint-Paul, Sainte-Marie, Saléchan, Samuran, Sarp, Seich, Siradan, Sost, Tajan, Thèbe, Tibiran-Jaunac, Troubat, Tuzaguet, Uglas. |                                  |
| 16 | La Vallée des Gaves                | Argelès-Gazost        | 15 309 (2022)  | 48                       | Adast, Agos-Vidalos, Arbéost, Arcizans-Avant, Arcizans-Dessus, Argelès-Gazost, Arras-en-Lavedan, Arrens-Marsous, Artalens-Souin, Aucun, Ayros-Arbouix, Ayzac-Ost, Barèges, Beaucens, Betpouey, Boô-Silhen, Bun, Cauterets, Chèze, Esquièze-Sère, Estaing, Esterre, Ferrières, Gaillagos, Gavarnie-Gèdre, Gez, Grust, Lau-Balagnas, Luz-Saint-Sauveur, Ouzous, Pierrefitte-Nestalas, Préchac, Saint-Pastous, Saint-Savin, Saligos, Salles, Sassis, Sazos, Sère-en-Lavedan, Sers, Sireix, Soulom, Uz, Viella, Vier-Bordes, Viey, Villelongue, Viscos. |                                  |
| 17 | Vic-en-Bigorre                     | Vic-en-Bigorre        | 12 126 (2022)  | 22                       | Andrest, Artagnan, Aurensan, Caixon, Camalès, Escaunets, Gayan, Lagarde, Marsac, Nouilhan, Oroix, Pintac, Pujo, Saint-Lézer, Sanous, Sarniguet, Siarrouy, Talazac, Tarasteix, Vic-en-Bigorre, Villenave-près-Béarn, Villenave-près-Marsac. |                                  |
|    |                                    |                       | 231 453 (2022) | 469                      | |                                  |

### Répartition par arrondissement
Contrairement à l'ancien découpage où chaque canton était inclus à l'intérieur d'un seul arrondissement, le nouveau découpage territorial s'affranchit des limites des arrondissements. Certains cantons peuvent être composés de communes appartenant à des arrondissements différents. Dans le département des Hautes-Pyrénées, c'est le cas d'un canton (la Vallée de l'Arros et des Baïses).
Le tableau suivant présente la répartition par arrondissement :
| N° | Canton                             | Argelès-Gazost           | Bagnères-de-Bigorre | Tarbes             | Total                    |
| -- | ---------------------------------- | ------------------------ | ------------------- | ------------------ | ------------------------ |
| 1  | Aureilhan                          |                          |                     | 3                  | 3                        |
| 2  | Bordères-sur-l'Échez               |                          |                     | 7                  | 7                        |
| 3  | Les Coteaux                        |                          |                     | 77                 | 77                       |
| 4  | La Haute-Bigorre                   |                          | 14                  |                    | 14                       |
| 5  | Lourdes-1                          | 11 + fraction de Lourdes |                     |                    | 11 + fraction de Lourdes |
| 6  | Lourdes-2                          | 27 + fraction de Lourdes |                     |                    | 27 + fraction de Lourdes |
| 7  | Moyen Adour                        |                          |                     | 15                 | 15                       |
| 8  | Neste, Aure et Louron              |                          | 61                  |                    | 61                       |
| 9  | Ossun                              |                          |                     | 17                 | 17                       |
| 10 | Tarbes-1                           |                          |                     | Fraction de Tarbes | Fraction de Tarbes       |
| 11 | Tarbes-2                           |                          |                     | Fraction de Tarbes | Fraction de Tarbes       |
| 12 | Tarbes-3                           |                          |                     | Fraction de Tarbes | Fraction de Tarbes       |
| 13 | Val d'Adour-Rustan-Madiranais      |                          |                     | 43                 | 43                       |
| 14 | La Vallée de l'Arros et des Baïses |                          | 43                  | 27                 | 70                       |
| 15 | La Vallée de la Barousse           |                          | 52                  |                    | 52                       |
| 16 | La Vallée des Gaves                | 47                       |                     |                    | 47                       |
| 17 | Vic-en-Bigorre                     |                          |                     | 22                 | 22                       |
|    |                                    | 87                       | 171                 | 212                | 469                      |